# قشتاليون
القشتاليون  هم سكان بعض المناطق في إسبانيا، وهم يشملون على الأقل منطقة قشتالة وليون و‌منطقة قشتالة والمنشف و‌مدريد. ولكن ليس كل سكان مناطق مملكة العصور الوسطى مملكة قشتالة يعتبرون أنفسهم القشتاليون. ولهذا السبب تعتبر حدود قشتالة متنازعاً عليها. من خلال الاسترداد وغيرها من الفتوحات في العصور الوسطى، انتشرت مملكة قشتالة (تاج قشتالة في وقت لاحق) في كل أنحاء شبه الجزيرة الايبيرية، وخصوصاً في اتجاه المناطق الجنوبية الإسبانية. بعد هذا، ومنذ القرن الخامس عشر من خلال الغزو الإسباني للأمريكيتين، انتشر القشتاليون في العالم الجديد، حاملين معهم ليس فقط لغتهم، وهو ما يسمى اليوم باللغة الإسبانية، ولكن أيضاً عناصر ثقافتها وتقاليدها الخاصة.

## اللغة الإسبانية
تسمى اللغة الإسبانية أصلاً القشتالية، وكانت اللغة الوطنية للقشتاليين يعتقد بأنها نشأت في كوردييرا، في شمال إسبانيا وفي القرون الثامن والتاسع الميلادي بعد الاسترداد، نمت اللغة القشتالية إلى جنوب إسبانيا كله تقريباً وحلت محل اللغات التي يتكلمها مغاربي في المنطقة مثل العربية ولكن في هذه العملية كما حصل التأثيرات القوية من هذه اللغات التي استوعبت تدريجياً في نهاية المطاف وأصبحت تعرف باسم الإسبانية.
في الإسبانية كلمة castellano (كاستيانو) كثيراً ما تستخدم للإشارة إلى اللغة الإسبانية، إلى جانب español (الإسبانية). أثناء الغزو الأسباني للأمريكتين، كانت اللغة القشتالية هي اللغة السائده في إسبانيا، وتلك هو اللغة التي أُحيلت إلى العالم الجديد من قبل الفاتحون.